# Bengo (tỉnh)
Bengo là một tỉnh của Angola. Tỉnh lỵ là Caxito. Theo điều tra dân số năm 1988, có 18.700 người sống ở đô thị và 137.400 sống ở nông thôn, tổng dân số 156.100 người.  Diện tích tỉnh này là 33.016 km², dân số hiện nay khoảng 450.000 người.
Tỉnh này giáp các tỉnh Zaire về phía bắc, Uige về phía đông bắc, Cuanza Norte về phía đông, và Cuanza Sul về phía nam. Tỉnh này có hai dải ven biển dọc theo Đại Tây Dương, và tạo thành hai dải bao quanh tỉnh Luanda. Công viên tự nhiên Kissama và Khu bảo tồn rừng Kibinda tọa lạc ở tỉnh này. Tỉnh cũng có một số hồ, phần lớn ở các đô thị Dande, Icolo và Bengo. Các phá nằm ở Panguila, Ibendoa, Cabiri và Ulua do Sungui.
Các đô thị:
- Ambriz
- Bengo
- Dande
- Icolo
- Muxima
- Nambuangongo

Các địa phương khác ở tỉnh Bengo Province gồm Cabo Ledo, Lagoa do Panguila, Porto Kipiri, Kachikane và Funda.